# Aspidogaster africanus
Aspidogaster africanus är en plattmaskart som beskrevs av Saoud, El-Naffar och Abdel-Hamid 1974. Aspidogaster africanus ingår i släktet Aspidogaster och familjen Aspidogastridae. Inga underarter finns listade i Catalogue of Life.